# سيفيم تانوريك
سيفيم تانوريك (1934 - 16 مايو 1998)، مغنية موسيقى كلاسيكية تركية.

## حياتها
غنت في إذاعة أنقرة التابعة لمؤسسة الإذاعة والتلفزيون التركية بين عامي 1950 و1959. بعد ذلك، بدأت عروضها المسرحية في إسطنبول. أصدرت حوالي 45 أغنية منفردة، وغنت مع مجموعتها الموسيقية في عدد من المقطوعات السينمائية ومثلت أيضًا في ثلاثة أفلام ومسلسل تلفزيوني واحد كمغنية.

## وفاتها
في 11 مايو 1998، حوالي الساعة 11:45 صباحًا بالتوقيت المحلي، بينما كانت تسير على معبر للمشاة به إشارة مرور خضراء للمشاة، صدمها سائق سيارة وأصيبت بجروح خطيرة. تم التعرف على السائق الذي فر من مكان الحادث على أنه أحمد بوراك أردوغان نجل الرئيس التركي الحالي رجب طيب أردوغان (عمدة إسطنبول آنذاك). نقلت تانوريك وهي تعاني من إصابة شديدة في الدماغ أولاً إلى مستشفى شيشلي للأطفال ثم إلى مستشفى تقسيم الألماني حيث خضعت لعملية جراحية وعولجت في وحدة العناية المركزة. وبعد خمسة أيام من الحادث توفيت في 16 مايو 1998.
يُزعم أن أحمد بوراك أردوغان لم يكن يمتلك رخصة قيادة وقت وقوع الحادث. وقد تمت محاكمته دون أن يتم القبض عليه. اقترح المدعي العام عقوبة السجن لمدة تتراوح بين 3-20 شهرًا، وتم زيادتها إلى 2-5 سنوات بعد وفاة تانوريك، إلا أنه وجد بريئًا في قضية جلسة الاستماع النهائية وتمت تبرئته، حيث وجدت المحكمة أن تانوريك كان وحدها المسؤولة عن الحادث.
بعد الحادث، قال زوج تانوريك إنه على الرغم من علمه بأن حالتها الصحية كانت موضع شك، إلا أنه لم يتوقع وفاتها. وطالب بمعاقبة سائق السيارة، ونفى موافقته على قبول دية قدرها 20 ألف ليرة تركية قائلاً: "لا يمكن أن يكون هناك مغفرة بالمال".
وبعد حفل تأبين أقيم أمام مبنى راديو إسطنبول، دفنت في مقبرة زنجيرلي قويو.

## وصلات خارجية
- سيفيم تانوريك على موقع IMDb (الإنجليزية)
- سيفيم تانوريك على موقع ميوزك برينز (الإنجليزية)
- سيفيم تانوريك على موقع ديسكوغز (الإنجليزية)